# Nakur
Nakur è una suddivisione dell'India, classificata come municipal board, di 20.634 abitanti, situata nel distretto di Saharanpur, nello stato federato dell'Uttar Pradesh. In base al numero di abitanti la città rientra nella classe III (da 20.000 a 49.999 persone).

## Geografia fisica
La città è situata a 29° 55' 0 N e 77° 17' 60 E e ha un'altitudine di 260 m s.l.m..

## Società

### Evoluzione demografica
Al censimento del 2001 la popolazione di Nakur assommava a 20.634 persone, delle quali 10.816 maschi e 9.818 femmine. I bambini di età inferiore o uguale ai sei anni assommavano a 3.294, dei quali 1.728 maschi e 1.566 femmine. Infine, coloro che erano in grado di saper almeno leggere e scrivere erano 11.536, dei quali 6.901 maschi e 4.635 femmine.